# Progresivni savez socijalista i demokrata
Progresivni savez socijalista i demokrata (eng. Progressive Alliance of Socialists and Democrats, S&D) politička je skupina u Europskome parlamentu Stranke europskih socijalista (PES). Progresivni savez socijalista i demokrata službeno je osnovan kao skupina socijalista 29. lipnja 1953., što je čini drugom najstarijom političkom skupinom u Europskom parlamentu nakon Saveza liberala i demokrata za Europu. Stranka je usvojila svoje sadašnje ime 23. lipnja 2009. Kao skupina europskih stranaka lijevoga centra uglavnom obuhvaća socijaldemokratske i progresivne političke stranke.
Do izbora za Europski parlament 1999. bila je najveća skupina u parlamentu, ali od tih izbora stalno je bila druga najveća skupina. Tijekom 8. skupštine EU, S&D je jedina skupina parlamenta koja zastupa svih 28 država članica EU.
U Europskom vijeću 8 od 28 šefova država i vlada pripadaju grupi S&D i Europskoj komisiji, 8 od 28 povjerenika dolazi od stranaka PES-a.

## Povijest
Skupina socijalista bila je jedna od prve tri skupine koja se stvorila kada je osnovana 23. lipnja 1953. na zajedničkoj skupštini Europske zajednice za ugljen i čelik. Zajednička skupština bila je prethodnica Europskog parlamenta. U Luksemburgu je uspostavljen grupni biro i Tajništvo. Skupina je nastavila stvaranjem imenovanog parlamenta 1958. godine kada je parlament postao izabrano tijelo, a 1979., nakon prvih europskih izbora, skupina je postala najveća u smislu vraćenih zastupnika. Otada je ostala najveća ili druga najveća grupa.
Godine 1987. na snagu stupa jedinstveni europski akt i skupina je započela suradnju s Europskom pučkom strankom (EPP) kako bi osigurala većine potrebne u okviru postupka suradnje. Lijevo – desna koalicija socijalista i EPP dominira parlamentom od tada i (s nekim iznimkama) mjesto predsjednika parlamenta podijeljeno je između dviju skupina od tada.
U međuvremenu, nacionalne stranke koje čine skupinu također su se organiziralo na europskoj razini izvan parlamenta, stvarajući Konfederaciju socijalističkih stranaka Europske zajednice 1974. Konfederacija je bila uspješnija od Stranke europskih socijalista (PES) 1992. Kao rezultat toga, parlamentarna skupina preimenovana je u Skupinu stranke europskih socijalista (eng. Group of the Party of European Socialists) 21. travnja 1993. 
1999. godine parlament je odbio odobriti postupanje Santerove komisije u proračunu Europske unije. Tvrdnje o korupciji usredotočene su na dva povjerenika Stranke europskih socijalista, Éditha Cressona i Manuela Marín. Skupina je prvotno poduprla Komisiju, ali je kasnije povukla svoju potporu, prisiljavajući Komisiju na ostavku.
Skupina je ponovno preimenovana u Skupinu socijalista u Europskom parlamentu 20. srpnja 2004. i dobila je drugačiji logotip, kako bi dodatno razlikovala Stranku europskih socijalista (PES) od Europske političke stranke PES-a.
Godine 2007. Socijalistička grupa bila je druga najveća skupina u parlamentu, s Europskim parlamentom iz svih osim dviju država članica, Latvije i Cipra. Međutim, 2009 europskih izbora vidjelo je smanjenje broja zastupnika u EP-u koji su se vratili iz 2004. Skupina je zatražila dodatne članove u Demokratskoj stranci Italije, koja nije bila povezana s PES u 2009. do sklapanja parlamentarnog termina u 2004-2009, Demokratska stranka imala je 8 zastupnika u socijalističkoj skupini (dolazi od demokrata s lijeve strane), ali je također imala 8 zastupnika EP-a u grupi ALDE-a (koja dolazi iz Daisy). Demokratska stranka je dominantna stranka lijevog centrapod snažnim utjecajem društvene demokracije i kršćanskog odlaska, te je imala zastupnike koji su bili bivši kršćanski demokrati ili su imali druge političke stavove tako da je bilo potrebno pronaći novi i uključiviji naziv grupe.
Grupa je nazvana Savez socijalista i demokrata za Europu (ASDE), ali to je izgledalo previše slično Savezu liberala i demokrata za Europu (ALDE). Naziv Progresivnog saveza socijalista i demokrata predložen je 18. lipnja od strane predsjednika grupe Martina Schulza i preimenovan je 23. lipnja 2009. Engleska kratnja je prvotno bila nejasna, koja je bila različito prijavljena kao PASD,  S&D grupa ili PASDE. Nezadovoljstvo zastupnika socijalista prema novom nazivu navelo je Martina Schulza da prizna da je ime još uvijek razmatrano i da će skupina biti upućena "socijalistima i demokratima" dok se ne izabere konačna titula. Na prvi dan konstitutivnog zasjedanja saziva 2009. – 2014., 14. srpnja 2009, puni naziv formalne grupe bio je Skupina progresivnog saveza socijalista i demokrata u Europskom parlamentu i skraćena je bila kao S&D.
Skupina socijalista pridružila se progresivnom savezu na svojem službenom odboru 22. svibnja 2013. i član je odbora organizacije. Skupina je ranije bila pridružena organizacija Socijalističke internacionale. 

## Organizacija
Skupinu predvodi predsjednik i odbor potpredsjednika. Tu je i blagajnik i glavni tajnik. 

### Predsjednici Progresivnog saveza socijalista i demokrata
| Broj | Predsjednik          | Država                 | Nacionalna stranka                                | Od              | Do             |
| ---- | -------------------- | ---------------------- | ------------------------------------------------- | --------------- | -------------- |
| 1.   | Guy Mollet           | Francuska              | Francuska sekcija radničke internacionale (SFIO)  | 1953.           | 1956.          |
| 2.   | Hendrik Fayat        | Belgija                | Socijalistička partija (PS)                       | 1956.           | 1958.          |
| 3.   | Pierre Lapie         | Francuska              | Francuska sekcija radničke internacionale (SFIO)  | 1958.           | 1959.          |
| 4.   | Willi Birkelbach     | Njemačka               | Socijaldemokratska partija (SPD)                  | 1959.           | 1964.          |
| 5.   | Käte Strobel         | Njemačka               | Socijaldemokratska partija (SPD)                  | 1964.           | 1967.          |
| 6.   | Francis Vals         | Francuska              | Francuska sekcija radničke internacionale (SFIO)  | 1967.           | 1974.          |
| 7.   | Georges Spénale      | Francuska              | Socijalistička partija (PS)                       | 1974.           | 1975.          |
| 8.   | Ludwig Fellermaier   | Njemačka               | Socijaldemokratska partija (SPD)                  | 1975.           | 1979.          |
| 9.   | Ernest Glinne        | Belgija                | Socijalistička partija (PS)                       | 1979.           | 1984.          |
| 10.  | Rudi Arndt           | Njemačka               | Socijaldemokratska partija (SPD)                  | 1984.           | 1989.          |
| 11.  | Jean-Pierre Cot      | Francuska              | Socijalistička partija (PS)                       | 1989.           | 1994.          |
| 12.  | Pauline Green        | Ujedinjeno Kraljevstvo | Laburistička stranka                              | 1994.           | 1999.          |
| 13.  | Enrique Barón Crespo | Španjolska             | Španjolska socijalistička radnička stranka (PSOE) | 1999.           | 2004.          |
| 14.  | Martin Schulz        | Njemačka               | Socijaldemokratska partija (SPD)                  | 2004.           | 2012.          |
| 15.  | Hannes Swoboda       | Austrija               | Socijaldemokratska partija austrije (SPÖ)         | 2012.           | 2014.          |
| 16.  | Martin Schulz        | Njemačka               | Socijaldemokratska partija (SPD)                  | 2014. (svibanj) | 2014. (lipanj) |
| 17.  | Gianni Pittella      | Italija                | Demokratska stranka (Italija)                     | 2014.           | 2018.          |
| 18.  | Udo Bullmann         | Njemačka               | Socijaldemokratska partija (SPD)                  | 2018. (ožujak)  | 2019.          |
| 19.  | Iratxe García        | Španjolska             | Španjolska socijalistička radnička stranka (PSOE) | 2019.           | danas          |